# والری پرکویان
والری سمیونوویچ پرکویان (ارمنی: Վալերի Սեմյոնովիչ Պորկույան؛ اوکراینی: Валерій Семенович Поркуян؛ زادهٔ ۴ اکتبر ۱۹۴۴) یک بازیکن فوتبال بازنشسته در پست مهاجم ارمنی‌تبار اهل اتحاد شوروی است.

## باشگاهی
از باشگاه‌هایی که در آن بازی کرده‌است می‌توان FC Zirka Kirovohrad، چورنومورتس اودسا، دینامو کیف و دنیپرو دنیپروپتروفسک اشاره کرد.

## تیم ملی
وی همچنین در تیم ملی فوتبال شوروی بازی کرده‌است. پرکویان نخستین بازی ملی خود را در چهارچوب مرحله گروهی جام جهانی فوتبال ۱۹۶۶ (گروه چهار) در تاریخ ۲۰ ژوئیه ۱۹۶۶ در ساندرلند در مقابل تیم ملی فوتبال شیلی انجام داده‌است.

## افتخارات و جوایز
- قهرمان ورزشی اتحاد شوروی